# Aplidium parastigmaticum
Aplidium parastigmaticum är en sjöpungsart som beskrevs av Kott 1992. Aplidium parastigmaticum ingår i släktet Aplidium och familjen klumpsjöpungar. Inga underarter finns listade i Catalogue of Life.